# Albatros; Nad Tichým oceánem
Albatros a Nad Tichým oceánem jsou dva na sebe navazující dobrodružné romány pro mládež od českého spisovatele Františka Flose. Obě knihy vyšly v pražském nakladatelství Novina, první roku 1935 a druhá roku 1938. Roku 1976 vyšly oba romány společně v nakladatelství Albatros jako 176. svazek edice Knihy odvahy a dobrodružství. Společným hlavním hrdinou obou dvou románů je patnáctiletý chlapec Pavel, syn českého inženýra Petra Marhana ze San Franciska, který prožívá letecká dobrodružství, v první knize v luxusním čtyřmotorovém letadle Albatros a v druhé v hydroplánu Racek. Obě dvě letadla jsou na svou dobu dosti futuristická, takže romány bývají někdy řazeny do oblasti vědeckofantastické literatury. Podporuje to také to, že jméno letadla Albatros z prvního románu je shodné s létajícím strojem téhož jména z románu Julesa Verna Robur Dobyvatel. Kromě dobrodružného příběhu využívá Flos své vyprávění k tomu, aby čtenáře seznámil s prostředím exotických krajin a se způsoby lidí, kteří tam žijí.  

## Obsah románů

### Albatros
V románu Albatros se Pavel se svým otcem a profesorem Finchem, členem Klubu výstředníků, zúčastní cesty kolem světa ve směru poledníků v luxusním čtyřmotorovém letadle bohatého amerického letce Harryho Turbulenta. Letadlo má absolvovat cestu ze San Franciska podél pobřeží až na Aleuty, pak přeletět Aljašku, Čukotku, Kamčatku, Japonsko, Filipíny, Novou Guineu a obletět Austrálii. Přes Indický oceán se pak musí dostat do Kapského Města, odtud na Ohňovou zemi a pak se vrátit podél pobřeží Jižní a Střední Ameriky zpět na místo startu.
Samotné letadlo je vynikající stroj, který může letět rychlostí až pět set kilometrů za hodinu. Jeho vnitřek, skládající se z pilotní kabiny, kuchyně, spíže a krásného prostorného salónu, který je možno změnit v ložnici, je od vnějšího prostředí dokonale izolován a je vytápěn ohřátým kyslíkem, kterého je v nádržích letadla vždy dostatečné množství. Sporák v kuchyni je ohříván žhavými plyny a párami, které unikají při spalování benzínu. V dalších skrytých prostorech jsou uloženy náhradní součástky, nástroje, zbraně a léky. Pilotní kabina je vybavena řadou důmyslných přístrojů, které slouží k zabezpečení plynulého a bezpečného letu. 
Let probíhá bez problémů až do doby, než se Albatros dostane nad Bandským mořem do tajfunu. Letadlo je poškozeno a donuceno přistát na jednom z ostrovů Moluk. Cestovatelé pak zjistí, že se jim navíc rozbila vysílačka a nemohou si tudíž zavolat o pomoc. 
Hned po přistání na letadlo a jeho posádku zaútočí divocí malajští piráti, které se podaří rozehnat díky použití slzného plynu. Cestovatelé se také seznámí s přátelskými domorodci, kteří jim nabídnou pomoc a obstarají jim potraviny. Když pak místnímu rádžovi darují jednu bombu se slzným plynem, jsou pozvání do jeho sídelního města. Zde najdou vládní loď, jejíž kapitán jim slíbí, že jim přivede pomoc. Ta skutečně dorazí a Albatros může po opravě pokračovat v letu a cestu šťastně dokončit.

### Nad Tichým oceánem
Román začíná tím, že v San Francisku došlo k únosu dvou dětí, čtyřletého děvčátka a pětiletého chlapečka, i jejich vychovatelky. Šlo o děti bohatého obchodníka Alana Sewarda, který je známý jako šlechetný, spravedlivý a štědrý muž. Protože byl Seward členem Klubu výstředníků, rozhodl se pan Turbulent na schůzi klubu, že bude po únoscích pátrat. Z dopisu, který Seward obdrží od únosce, se však zjistí, že únos dětí nebyl uskutečněn pro výkupné, ale jako pomsta bývalého Sewardova přítele, kterého Seward okradl a opustil nemocného. Únosce děti ukryl na jednom z mnoha ostrovů v Tichém oceánu a nehodlá je Sewardovi nikdy vrátit. Přesto, že se Seward zachoval jako bídák, je pan Turbulent rozhodnut děti najít. Vydá se proto hydroplánem Racek na cestu po tichomořských ostrovech a jako posádku si opět vybere Pavla, jeho otce a profesora Fince.  
Hydroplán Racek je jednoplošník se dvěma velmi silnými motory, k jehož konstrukci bylo použito nového velmi lehkého a neobyčejně pevného kovu. Na šíji letadla je připevněn pohyblivý kulomet, aby se v případě nebezpečí mohla posádka bránit. Stroj je postaven tak důmyslně, že jej lze použít nejen jako hydroplán s plováky, ale i jak letadlo s podvozkem. Ve vzduchu se může udržet dvacet dvě hodiny a vyvinout rychlost až pět set kilometrů za hodinu. Uvnitř letadla je krásný obytný salón.
Výprava se vydá nejprve na Havaj, odkud byl poslán dopis pro Sewarda. Nepodaří se jí však nic zjistit a tak pokračuje v letu na Markézy, kde má problémy s tamějšími úřady, které proti nim popudil únosce. Hledání pak pokračuje na Tahiti v Papeete. Zde zjistí, že někdo zapálil sklady s benzínem určeným pro hydroplán. Proto se zde cestovatelé musí zdržet týden, než dorazí cisternová loď ze Samoy. Dalšími cíli jsou Cookovy ostrovy, poté Tonga, Samoa, Fidži, Gilbertovy a Marshallovy ostrovy, Bismarckovo souostroví a ostrov Guadalcanal. Zde je Racek napaden jiným letadlem, dojde k nočnímu boji, po kterém se nepřátelské letadlo zřítí do moře. Racek pak přistane na ostrově Espiritu Santo v Nových Hebridách. Zde se od jednoho bělocha dozví, že na parníku Santa Clara, který má namířeno na ostrov Santa Cruz v Šalomounových ostrovech, viděl dvě malé děti s jejich vychovatelkou.  
Na ostrově Santa Cruz se cestovatelům podaří děti i s vychovatelkou opravdu najít. Najdou i jejich únosce pana Rubensona, který je těžce nemocen malárií. Cestovatelé jej vyléčí a poznají, že má unesené děti opravdu rád, Vezmou jej i s dětmi do San Franciska a věří, že se oba muži díky dětem smíří.